# Río Bebedero
El río Bebedero, es un río de Costa Rica ubicado en la provincia de Guanacaste, en la Región Chorotega, al noroeste del país. Nace en la Cordillera de Guanacaste y desemboca en el Río Tempisque. 

## Descripción
Su longitud es de 62 km, su cuenca tiene una superficie de 2052,4 km² y transporta un caudal de 10 metros cúbicos por segundo.